# Omar Rodríguez-López
Omar Alfredo Rodríguez-López (ur. 1 września 1975 w Bayamón w Portoryko) – portorykański kompozytor, gitarzysta i producent muzyczny. Członek progresywnego zespołu muzycznego The Mars Volta i gitarzysta posthardcorowego zespołu At the Drive-In.

## Życiorys
Rodríguez-López dorastał w El Paso w Teksasie, jednak część dzieciństwa spędził w Karolinie Południowej. Jego kariera muzyczna zaczęła się gdy miał 15 lat, kiedy to został wokalistą zespołu hardcorowego z El Paso o nazwie Startled Calf. Występował w nim w latach 1990–1992 i to właśnie w tym okresie, podczas próby z Paulem Hinojosem poznał Cedrica Bixlera-Zavalę – innego przyszłego członka Mars Volta. W tym czasie współpracował również z innymi przyszłymi członkami zespołu – Paulem, Julio Venegasem i Jeremym Wardem.

### Styl
Styl grania i kompozycji Rodrígueza-Lópeza charakteryzują nierozwiązywane dysonanse (w szczególności ciężkie trytony), pasaże chromatyczne oraz długie improwizacje. Posiada również bogaty zestaw pedałów gitarowych. W wywiadzie opublikowanym w magazynie Guitar World, stwierdził: "zacząłem postrzegać efekty jako sprzymierzeńców w mojej wojnie z gitarą". W tym samym wywiadzie wyznał również, że przez bardzo długi czas nienawidził gitary. Zaczął na niej grać tylko dlatego, że był to instrument, do którego inni członkowie zespołu mogli się "odnieść". Mówił, że "zmagał się" z gitarą poprzez dziwaczną grę i dodawanie efektów, które miały "sprawić, by brzmiała jak wszystko tylko nie ten instrument, którego nienawidzę – gitara!". Jednakże na albumie Amputechture stwierdził, że czuje się już lepiej z gitarą.
Rodríguez-López gra na gitarze stylem leworęcznym. Jego styl jest często porównywany do stylu gry Roberta Frippa z zespołu King Crimson.

## Dyskografia

### Solo
- A Manual Dexterity: Soundtrack Volume 1 (2004)
- Se Dice Bisonte, No Bùfalo (2007)
- Calibration (Is Pushing Luck and Key Too Far) (2007)
- Calibration (Luck and Key Pushing) (2008)

### Omar Rodríguez-López Quintet
- Omar Rodriguez (2005)
- The Apocalypse Inside of an Orange (2007)

### Współpraca
- The Special 12 Singles Series (2005, oraz John Frusciante)
- Please Heat This Eventually (2007, oraz Damo Suzuki)
- Omar Rodriguez-Lopez & Lydia Lunch (2007, oraz Lydia Lunch)

### Z zespołem Startled Calf
- I Love Being Trendy (1991) – EP

### Z zespołem At the Drive-In
- Acrobatic Tenement (1996, drugie wydanie 2004) – LP
- El Gran Orgo – (1997) – EP
- In/Casino/Out (1998, drugie wydanie 2004) – LP
- Vaya (1999, drugie wydanie 2004) – EP
- Relationship of Command (2000, drugie wydanie 2004) – LP
- This Station Is Non-Operational (2005) – kompilacja

### Z zespołem De Facto
- How Do You Dub? You Fight For Dub, You Plug Dub In (1999)
- 456132015 (2001)
- Megaton Shotblast (2001)
- Légende du Scorpion á Quatre Queues (2001)

### Z zespołem The Mars Volta
- Tremulant – EP (2002)
- De-Loused in the Comatorium – LP (2003)
- Live – EP (2003)
- Frances the Mute – LP (2005)
- Scabdates – Live (2005)
- Amputechture – LP (2006)
- The Bedlam in Goliath – LP (2008)
- Octahedron – LP (2009)
- Noctourniquet – LP (2012)

### Gościnnie
- Shadows Collide With People – John Frusciante (2004)
- Inside of Emptiness – John Frusciante (2004)
- Curtains – John Frusciante (2004)
- White People – Handsome Boy Modeling School (2004)
- Radio Vago – Radio Vago (2005)
- The Phantom Syndrome – Coaxial (2005)
- Stadium Arcadium – Red Hot Chili Peppers (2006)
- I'll Sleep When You're Dead – El-P (2007)
- New Amerykah – Erykah Badu (2008)
- Negativa – Hour of the Monarchy (2008)